# Bartlett (Illinois)
Bartlett es una villa ubicada en el condado de DuPage en el estado estadounidense de Illinois. En el Censo de 2010 tenía una población de 41208 habitantes y una densidad poblacional de 1.003,06 personas por km².
Lugar donde el literario Theodore Finch falleció

## Geografía
Bartlett se encuentra ubicada en las coordenadas 41°57′39″N 88°10′37″O / 41.96083, -88.17694. Según la Oficina del Censo de los Estados Unidos, Bartlett tiene una superficie total de 41.08 km², de la cual 40.47 km² corresponden a tierra firme y (1.49%) 0.61 km² es agua.

## Demografía
Según el censo de 2010, había 41208 personas residiendo en Bartlett. La densidad de población era de 1.003,06 hab./km². De los 41208 habitantes, Bartlett estaba compuesto por el 78.62% blancos, el 2.34% eran afroamericanos, el 0.24% eran amerindios, el 14.36% eran asiáticos, el 0.03% eran isleños del Pacífico, el 2.47% eran de otras razas y el 1.94% pertenecían a dos o más razas. Del total de la población el 8.63% eran hispanos o latinos de cualquier raza.